# Stošíkovice na Louce
Stošíkovice na Louce är en ort i Tjeckien.   Den ligger i regionen Södra Mähren, i den sydöstra delen av landet, 190 km sydost om huvudstaden Prag. Stošíkovice na Louce ligger 194 meter över havet och antalet invånare är 203.
Terrängen runt Stošíkovice na Louce är huvudsakligen platt. Stošíkovice na Louce ligger nere i en dal. Runt Stošíkovice na Louce är det ganska glesbefolkat, med 42 invånare per kvadratkilometer. Närmaste större samhälle är Znojmo, 12,9 km väster om Stošíkovice na Louce. Trakten runt Stošíkovice na Louce består till största delen av jordbruksmark.